# Alexandr Porfirjevič Borodin
Alexandr Porfirjevič Borodin (rusky Алекса́ндр Порфи́рьевич Бороди́н, 12. listopadu 1833, Petrohrad – 27. února 1887 Petrohrad) byl ruský hudební skladatel období romantismu, člen Mocné hrstky, povoláním profesor chemie a významný vědec ve svém oboru.

## Život

### Mládí
Alexandr Porfirevič Borodin se narodil v Petrohradě 31. října (12. listopadu) 1833 z nemanželského svazku 62letého gruzínského knížete z Imeretie Luky Stěpanoviče Gedianova (původním jménem Gedevanišvili) a 25leté Abdoty Konstantinovny Antonovové. Při křtu byl zapsán jako syn nevolníka Porfirije Jonoviče Borodina a jeho manželky Taťány Grigorijevny. Do svých osmi let byl Alexander nevolníkem svého otce. Kníže před svou smrtí v roce 1840 dal synovi svobodu a pro něj a jeho biologickou matku koupil dům. Matka se vdala za vojenského lékaře Kleineke a svého syna vydávala za synovce.
Vzhledem ke svému původu nemohl Alexander navštěvovat gymnázium, ale díky domácímu vyučování získal rovnocenné vzdělání. Byl všestranně nadaný, měl vynikající paměť. Hudební nadání projevoval od dětství. Již v devíti letech zkomponoval polku „Helena“. Učil se hrát na flétnu a na klavír. Od 13 let také na violoncello. V té době také složil první vážnou skladbu – Koncert pro flétnu a klavír a další drobné skladby. Vedle toho se od deseti let zajímal o chemii, která se později stala jeho celoživotním zaměstnáním.
S pomocí Tverské obchodní komory se podařilo získat souhlas s vykonáním maturitní zkoušky. V roce 1850 maturoval na Prvním petrohradském gymnáziu a v září téhož roku byl přijat na Lékařskou akademii v Petrohradě. Studoval botaniku, zoologii, anatomii a chemii. Pod vedením slavného profesora N. N. Zinina pracoval jako jeho pomocný asistent v laboratoři. Absolvoval v roce 1856.

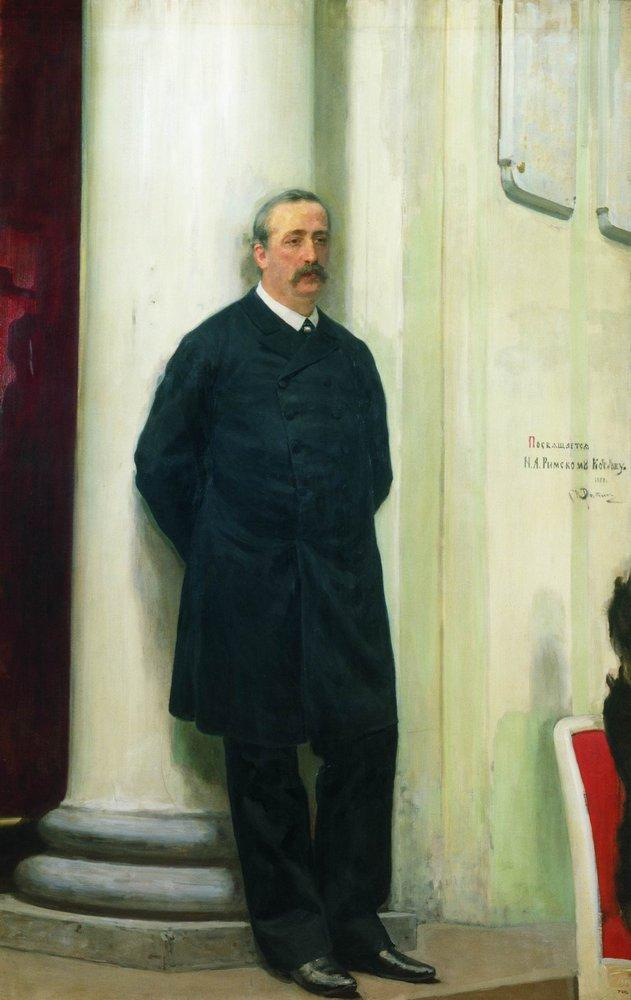
A. Borodin na obraze Ilji Repina

### Medicína a chemie
V březnu 1857 byl jmenován stážistou 2. vojenské polní nemocnice, kde se seznámil s důstojníkem a hudebním skladatelem Modestem Petrovičem Musorgským, který se tam léčil. Z nemocnice přešel jako asistent na katedru chemie Lékařské akademie. Absolvoval své první studijní cesty do Paříže a Bruselu. V následujícím roce získal titul doktora lékařství obhajobou disertační práce: „O analogii fosforečné a arseničné kyseliny z chemického a toxikologického hlediska“. V témže roce vyslala Vojenská lékařská vědecká rada Borodina do Soligaliče, aby provedl chemický rozbor minerálních vod, které tam v roce 1841 objevil místní kupec V. A. Kokorev. Borodinova práce se stala jednou ze základních vědeckých prací v oboru balneologie a přinesla mu širokou známost.

### Vědecká dráha
V říjnu roku 1859, se Borodin rozhodl rozšířit své znalosti chemie v zahraničí. Nejprve navštívil Ruprechto-Karlovu univerzitu v Heidelberku. V září roku 1860 se spolu se svým učitelem Zininem a spolužákem Mendělejevem zúčastnil mezinárodního chemického kongresu v Karlsruhe. Po návštěvě Janova a Říma pobýval několik měsíců v Paříži.
Na jaře roku 1861 se Borodin vrátil do Heidelberku. Zasnoubil se s klavíristkou Jekatěrinou Sergejevnou Protopopovou, která přijela do Heildelbergu na léčení tuberkulózy. V září se její stav zhoršil a lékař jí doporučil změnit klima. Spolu s Borodinem odcestovali do Pisy v Itálii. Borodin tam získal možnost pracovat v chemické laboratoři místní univerzity.
Po návratu do Petrohradu v létě 1862 se stal asistentem profesora Lékařsko-chirurgické akademie. V dubnu roku 1863 se konečně s Jekatěrinou Sergejevnou oženil. Jejich materiální situace nebyla příliš dobrá. Borodin si přivydělával přednáškami na Lesnické akademii a překlady. Současně pečoval o svou nemocnou manželku. Jeho vědecká kariéra však byla úspěšná. V roce 1864 byl jmenován řádným profesorem a v roce 1868 se stal jedním ze zakládajících členů Ruské chemické společnosti. V roce 1874 se stal vedoucím chemické laboratoře a v roce 1877 akademikem. Od roku 1883 byl čestným členem Společnosti ruských lékařů. Publikoval více než 40 vědeckých prací a je autorem několika unikátních chemických metod.
Zemřel náhle v Petrohradě 27. února 1887 a je pochován na Tichvinském hřbitově v klášteře Alexandra Něvského. Nedaleko je hrob jeho přítele Musorgského. Manželka ho přežila jen o pět měsíců.

## Hudební dílo

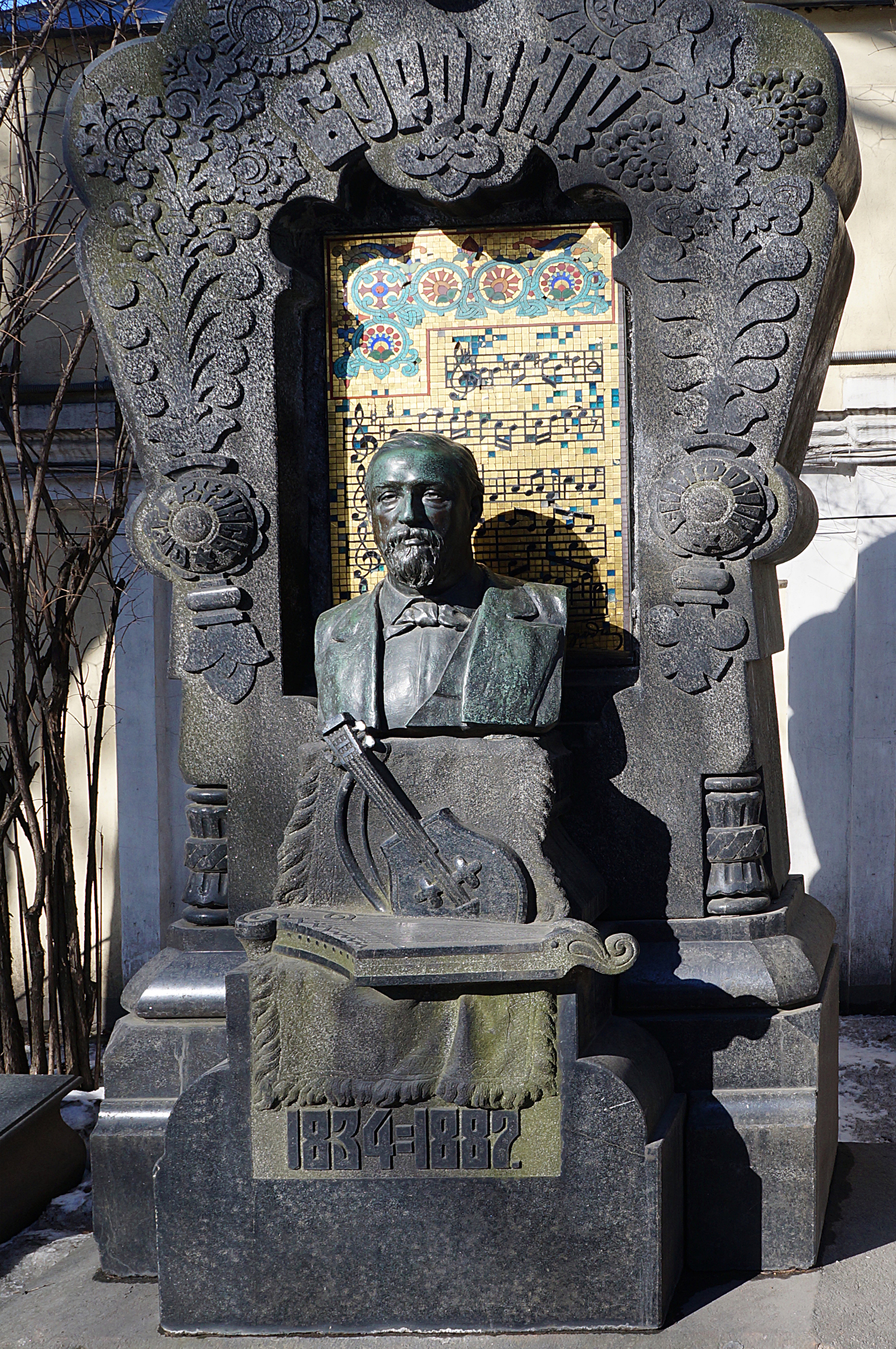
Hrob Alexandra Borodina v Petrohradě

Seznam Borodinových skladeb je v článku Seznam skladeb Alexandra Porfirjeviče Borodina.
Ještě v době studia na Lékařsko-chirurgické akademii začal Borodin psát romance a klavírní a komorní skladby, což vzbuzovalo nelibost u jeho vědeckého školitele Zinina. Domníval se, že hudba odvádí Borodina od seriózní vědecké práce. Po návratu ze zahraničí v roce 1862 se seznámil se skladatelem Milijem Balakirevem a vstoupil do jeho kroužku, který později získal název Mocná hrstka. Stal se stoupencem ruské národní školy a aktivně účastnil i na práci Běljajevského kroužku, skupiny skladatelů, která se vytvořila okolo publicisty a filantropa Mitrofana Petroviče Běljajeva.
Vzhledem k tomu, že musel spojit svou vědeckou a pedagogickou činnost s hudbou, není jeho dílo nijak rozsáhlé, ale přesto tvoří cenný vklad do ruské klasické hudby. Jeho dílo zahrnuje tvorbu komorní, písňovou a klavírní a dvě významné symfonie. Práci na své III. symfonii a moll již nedokončil.
Nejvýznamnějším dílem je jeho opera Kníže Igor, která je příkladem ruského národního hrdinského eposu v hudbě. Námět si zpracoval sám podle starého ruského eposu Slovo o pluku Igorově, o boji ruského lidu proti Polovcům koncem 12. století. Na svém životním díle pracoval Borodin 18 let, ale ani za tuto dobu operu nedokončil. Po Borodinově smrti ji na základě zápisků a poznámek dokončili a uvedli na scénu Nikolaj Andrejevič Rimskij-Korsakov a Alexandr Glazunov. Premiéru měla v roce 1890 v Petrohradě. Sklidila nesmírný úspěch a stala se trvalou součástí světové operní tvorby.
Borodin je rovněž pokládán za jednoho ze zakladatelů ruské symfonické tvorby a smyčcového kvarteta.